# Liste von Land-Art-Künstlern

## Liste von Künstlern der „Land Art“
u. a.:
- Beni Altmüller (* 1952), Österreich
- Soana Ambach-Schüler (* 1961)
- Johannes Angerbauer-Goldhoff (* 1958), Österreich
- Lucien den Arend (* 1943), Niederlande
- Alexandru Arghira (* 1935), Rumänien
- Hans-Joachim Bauer (* 1942), Deutschland
- Marinus Boezem (* 1934), Niederlande
- Chris Booth (* 1948), Neuseeland
- Silke Bosbach, Deutschland
- Eberhard Bosslet (* 1953), Deutschland
- Julija Wassiljewna Bytschkowa (* 1979), Russland
- Sereeteriin Dagwadordsch (* 1954), Mongolei
- Agnes Denes (* 1938), Ungarn, USA
- Jan Dibbets (* 1941), Niederlande
- Mo Edoga (1952–2014), Nigeria
- Barry Flanagan (1941–2009), England
- Hamish Fulton (* 1946), England
- Ludger Gerdes (1954–2008), Deutschland
- Andy Goldsworthy (* 1956)
- Barbara Guthy (* 1961)
- Michael Heizer (* 1944)
- Hein Hoop (1927–1986)
- Patrick Horber (* 1972), Schweiz
- Douglas Huebler (1924–1997)
- Patricia Johanson (1940–2024)
- Dani Karavan (1930–2021)
- Robert Kinmont (* 1937), Kalifornien, Fotograf, Konzeptkünstler
- Patricia Leighton, Schottland (ein Werk)
- Hama Lohrmann (* 1965), Deutschland
- Richard Long (* 1945), Großbritannien
- Wolfgang Laib (* 1950), Deutschland
- Walter De Maria (1935–2013)
- Robert Morris (1931–2018)
- Itty Neuhaus (* 1961), USA
- Dennis Oppenheim (1938–2011)
- Dieter Pildner (* 1940), Italien
- Marko Pogačnik (* 1944)
- Franz Pröbster Kunzel[1]
- Marc Schmitz (1963–2023)
- Robert Smithson (1938–1973)
- James Turrell (* 1943)
- Urs-Peter Twellmann (* 1959), Schweiz
- Jacek Tylicki (* 1951)
- Hannsjörg Voth (* 1940)

## Liste von Künstlern der „Naturkunst“
Zum Begriff Naturkunst: Heute wird die Bezeichnung „Land Art“ in sehr verallgemeinernder Weise und häufig aus werbestrategischen Gründen auf jede beliebige Art von Naturkunst oder „Kunst in der Landschaft“ angewendet, obwohl aus kunsttheoretischer Sicht keinerlei konzeptionelle Beziehung zur ursprünglichen Land Art der 1960er Jahre gegeben ist.
u. a.:
- Beni Altmüller (* 1952), Österreich
- Johannes Angerbauer-Goldhoff (* 1958), Österreich
- Dominique Bailly
- Sepp Bögle (* 1950), Deutschland
- Alfio Bonanno
- Bruni/Barbarit
- Wolfgang Buntrock und Frank Nordiek
- Partick Dougherty
- Chris Drury
- Monika Glasl
- Niklas Göth (* 1972), Schweiz
- Mikael Hansen
- Helen Mayer Harrison und Newton Harrison
- Giuliano Mauri (1938–2009), Italien
- Jan Meyer-Rogge (* 1935)
- David Nash (* 1945)
- Nils-Udo (* 1937)
- Herman Prigann (1942–2008)
- Saype, (* 1989), Frankreich
- Michael Singer
- Benoît Tremsal (1952–2022)
- Lars Vilks (1946–2021)
- Dietmar Voorwold
- Christina Diana Wenderoth (* 1968)